# Lawrence Summers

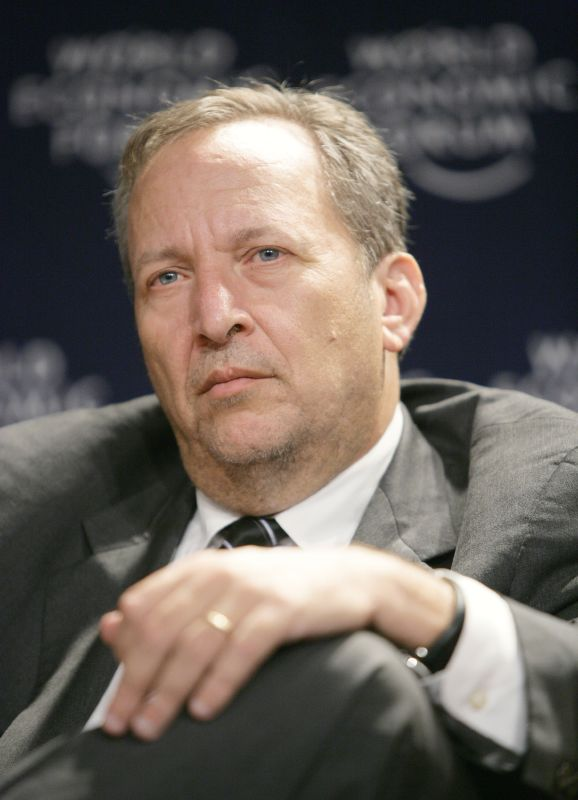
Lawrence Summers (2007)

Lawrence Henry „Larry“ Summers (* 30. November 1954 in New Haven, Connecticut) ist ein US-amerikanischer Politiker und Professor für Wirtschaftswissenschaften. Von 1991 bis 1993 war Summers Chefökonom der Weltbank. Im Jahr 2009 wurde er von US-Präsident Barack Obama zum Direktor des National Economic Council berufen.

## Familie
Summers entstammt einer einflussreichen jüdischen Akademikerfamilie. Schon seine Eltern waren Ökonomen: Anita und Robert Summers, die beide als Professoren an der University of Pennsylvania lehrten. Er ist der Neffe zweier Wirtschaftsnobelpreisträger: Paul Samuelson ist ein Bruder seines Vaters, Kenneth Arrow ein Bruder seiner Mutter. Die größte Zeit seiner Kindheit verbrachte er in Penn Valley, Pennsylvania, einer Vorstadt Philadelphias, wo er die Harriton High School besuchte.
Er ist mit der Literaturwissenschaftlerin Elisa New verheiratet und Vater dreier Töchter.

## Akademische Karriere
Mit 16 Jahren ging Summers an das Massachusetts Institute of Technology (MIT), wo er ursprünglich vorhatte, Physik zu studieren, aber bald das Studienfach zugunsten von Ökonomie wechselte. Nach dem Abschluss ging er an die Harvard University, an der er 1982 seinen Ph.D. machte. 1983, im Alter von 28 Jahren, wurde Summers einer der jüngsten ordentlichen Professoren in der Geschichte Harvards. 1985 wurde er Forschungsstipendiat der Alfred P. Sloan Foundation (Sloan Research Fellow). 1987 war er als Gastwissenschaftler an der London School of Economics.
Am 1. Juli 2001 wurde er Präsident der Harvard University. Wegen seiner Bemerkungen über Frauen in den Naturwissenschaften und Technik trat Summers zum 30. Juni 2006 von seinem Amt zurück. Summers hatte in seinem Vortrag auf einer Wirtschaftskonferenz zum Thema „Frauen und Minderheiten“ die These vertreten, Frauen hätten ein genetisches Problem mit Naturwissenschaften und Mathematik. Konferenzteilnehmerinnen verließen unter Protest den Saal, die Molekularbiologin am Massachusetts Institute of Technology Nancy Hopkins erklärte, sie hätte sich sonst übergeben müssen. Damit war Summers der Harvard-Präsident mit der kürzesten Amtszeit seit 1868. Seine Nachfolge trat Catherine Drew Gilpin Faust an, die erste Frau in der Geschichte der Universität.

## Politische Ämter

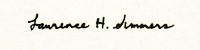
Unterschrift von Lawrence Summers auf US-$-Banknoten

Larry Summers war von 1995 bis 1999 als Nachfolger von Frank N. Newman Stellvertretender Finanzminister unter Robert Rubin und von 1999 bis 2001 US-Finanzminister im Kabinett von Bill Clinton. Er war damit unmittelbarer Nachfolger von Robert Rubin. 2008 wurde bekannt, dass Summers als Nationaler Wirtschaftsberater in die Regierung des designierten US-Präsidenten Barack Obama berufen werde. Lange war er für das Amt des Finanzministers gehandelt worden, das aber dann Timothy F. Geithner übernahm.
Am 21. September 2010 gab das Weiße Haus bekannt, dass Summers zum Jahresende aus dem Nationalen Wirtschaftsrat ausscheiden werde, um nach Harvard zurückzukehren. Summers begründete seinen Rückzug damit, dass er im Januar 2011 nach Harvard zurückkehren müsse, um seine Position als festangestellter Universitätsprofessor nicht zu verlieren. Es hieß, der Wechsel sei schon seit Langem geplant.

## Sonstige Aufgaben
Anfang 2021 wurde Summers durch die G20 in das High Level Independent Panel (HLIP) zur Finanzierung globaler Gemeinschaftsaufgaben bei der Vorbereitung auf und die Bekämpfung von Pandemien an der Seite von WTO-Generaldirektorin Ngozi Okonjo-Iweala, Rebeca Grynspan und Tharman Shanmugaratnam berufen.

## Politische Positionen
Summers unterstützte die Deregulierung der Finanzmärkte wie den Gramm–Leach–Bliley Act 1999. Damit wurde der Glass-Steagall Act zur institutionellen Trennung von Investment-Banking und Einlagengeschäften aufgehoben. Insbesondere die Deregulierung der OTC-Derivate entgegen dem ausdrücklichen Rat von Brooksley Born, von 1996 bis 1999 Leiterin der Commodity Futures Trading Commission (CFTC), wurde später als eine Ursache für die Finanzkrise ab 2007 bewertet. Clinton bedauerte später öffentlich, auf den Rat von Robert Rubin und Summers gehört zu haben. Doch auch noch nach der Finanzkrise 2008 weigerte sich Summers anzuerkennen, dass Brooksley Born recht behalten hatte.
Auf einer Forschungskonferenz des Internationalen Währungsfonds im November 2013 warnte Summers vor einer anhaltenden Stagnation, welche dem Westen nach der Finanzkrise drohe, vergleichbar der Entwicklung des Japanischen Bruttosozialproduktes zwischen 1993 und 2013. Man müsse in den kommenden Jahren darüber nachdenken, wie eine Wirtschaft zu lenken sei, für welche ein nomineller Zinssatz von Null ein chronischer und systemisches Hemmnis für ökonomische Aktivitäten sei und die Ökonomie hinter ihrem Potential zurückhalte. Summers belebte damit die Diskussion um eine mögliche „säkulare Stagnation“ der Wirtschaft neu und nahm damit einen Begriff auf, der auf den keynesianischen US-Wirtschaftswissenschaftler Alvin Hansen der späten 30er Jahren zurückgeht.

## Kritik
Zu Kritik führten von Summers in einem internen Papier der Weltbank getroffene Aussagen, es sei ökonomisch logisch, Verschmutzung etwa in Form von Giftmüll in Entwicklungsländer zu exportieren, da dort die entgangenen Einnahmen durch erhöhte Krankheit und Sterblichkeit am niedrigsten seien. So gesehen seien Entwicklungsländer „unterverschmutzt“. Nachdem dieses interne Papier an die Öffentlichkeit gelangt war, berief sich Summers darauf, dass es sarkastisch gemeint gewesen war.
Aufsehen erregte er unter anderem mit seiner Kritik an der Rap-CD von Cornel West. Eine Aussage zu den Gründen der Unterrepräsentation von Frauen in der Wissenschaft in Mathematik,  Naturwissenschaften und Technik, wonach sie auf die „unterschiedliche Verfügbarkeit von Fähigkeiten am höheren Ende“ zurückzuführen sei, erhielt negative Antworten. Summers wehrte sich gegen die Vorwürfe.
Summers hatte 5,3 Millionen US-Dollar während seiner Berufstätigkeit als Universitätsprofessor in einem „Nebenjob“ (ein Tag die Woche) als Berater für D. E. Shaw & Company, eines der größten Unternehmen für Finanzanlagen, erhalten. Andrew Sabl von der UCLA stellte die Frage, ob Summers durch solch lukrative Bindungen nicht in seiner Unabhängigkeit als Regierungsberater beeinträchtigt sei.
Wolfgang Streeck hält die 2,8 Mio. US-Dollar Rednerhonorare, die Summers im Krisenjahr 2008 von Wallstreet-Auftraggebern kassiert hatte, für Bestechung.

## Sonstiges
- Der Spielfilm The Social Network (2010), zeigt Summers (gespielt von Douglas Urbanski) in seiner Funktion als Direktor der Harvard-Universität.
- In der Dokumentation Inside Job wird Summers als einer der wichtigsten Verursacher der Krise von 2007 dargestellt.[23]

## Auszeichnungen
- 1987: Mitglied der American Academy of Arts and Sciences
- 1993: John Bates Clark Medal
- 2002: Mitglied der National Academy of Sciences
- 2011: Weltwirtschaftlicher Preis

## Werke
- mit Olivier Blanchard (Hrsg.): Evolution or Revolution? Rethinking Macroeconomic Policy after the Great Recession. MIT Press, Cambridge 2019, ISBN 978-0-262-03936-9.